# Parc naturel Thal
Le parc naturel Thal est un parc naturel régional d'importance nationale située dans le canton de Soleure en Suisse.

## Géographie
Le parc est situé sur le district de Thal, il recouvre principalement la vallée de la Dünnern, un affluent de l'Aar. Il est situé dans le massif du Jura. Il s'étend sur 139 km2 et neuf communes.
| Nom officiel allemand | Nom français | Population (décembre 2022) |
| --------------------- | ------------ | -------------------------- |
| Aedermannsdorf        |              | +000578,                   |
| Balsthal              |              | +006 375,                  |
| Gänsbrunnen           | Saint-Joseph | +0 00082,                  |
| Herbetswil            |              | +000587,                   |
| Holderbank            |              | +000732,                   |
| Laupersdorf           |              | +001 865,                  |
| Matzendorf            |              | +001 349,                  |
| Mümliswil-Ramiswil    |              | +002 381,                  |
| Welschenrohr          | Rosières     | +001 076,                  |
| Total                 | Total        | +015 029,                  |